# サイード＝マゴメド・カキエフ
サイード＝マゴメド・シャマエヴィチ・カキエフ（ロシア語: Саид-Магомед Шамаевич Какиев; 1970年2月22日 - ）は、ロシア連邦チェチェン共和国の軍人、政治家。中佐、ザーパド大隊長。ナドテレチヌイ地区出身で、親露派として知られる。
グロズヌイの中学校卒業後、ソ連軍に勤務。1991年、ナゴルノ・カラバフで任務を遂行。   
1991年秋、チェチェンに帰郷。独立派の主張によれば、1990年代初め、ロシア連邦軍参謀本部情報総局 (GRU) と非公然に協力していた。1992年-1993年、ロシア特務機関の協力の下、チェチェン北西部の親露派武装部隊の創設に参加。1993年、手榴弾を使ってチェチェン大統領ジョハル・ドゥダエフの暗殺を謀ったが失敗して重傷を負い、モスクワに後送されて手術を受けたが、顔面の再建が必要だったうえ左手と片目を失った。療養後、チェチェンに戻り、反ドゥダエフ派武装部隊を指揮した。第1次チェチェン戦争時、連邦軍側で私兵を指揮した。
1996年8月、ハサヴユルト協定締結後、チェチェンを離れ、2年半の間モスクワに居住していた。独立派の情報によれば、この間、イングーシとダゲスタンにおいてGRUの任務を遂行していたともされる。
第2次チェチェン戦争勃発後、チェチェンに戻り、数ヶ月間ナドテレチヌイ地区の副首長を務め、ロシア国防省と協定を結び、戦闘に加わった。
カディロフ氏族には非常に否定的であり、2003年の選挙キャンペーン時、アフマド・カディロフの対抗馬であるフセイン・ジャブライロフを支持した。